# Sandefjord BK
El Sandefjord BK, conocido como Sandefjord II, es un equipo de fútbol de Noruega que juega en la Tercera División de Noruega, la cuarta liga de fútbol en importancia del país.

## Historia
Fue fundado el 27 de febrero de 1917 en la ciudad de Sandefjord y jugó en la Tippeligaen entre 1948 y 1965 en la que disputaron 36 partidos, aunque la mayoría de ellos fueron derrotas.
El 10 de septiembre de 1998 decidieron fusionarse con sus rivales locales del IL Runar para crear al Sandefjord Fotball con el fin de que el fútbol de la máxima categoría retorne a la ciudad, aunque el club todavía existe como un equipo filial.

## Palmarés
- Copa de Noruega: 0
  - Finalista: 2

1957, 1959

## Jugadores destacados
- Klippen
- Øivind Johannessen[5]
- Ragnar Hvidsten[5]
- Yngve Karlsen[5]